# Hunter Tylo
Hunter Tylo, geboren als Deborah Jo Hunter (Fort Worth, 3 juli 1962), is een Amerikaanse actrice. Ze is half van Cherokee-afkomst.

## Carrière
Ze is vooral bekend van soapseries. Aan het begin van haar carrière gebruikte ze – als Deborah Morehart – de achternaam van haar eerste echtgenoot. Ze speelde in 1985 in de soap All My Children de rol van Robin McCall. Op de set leerde ze Michael Tylo kennen, haar tegenspeler, met wie ze in 1987 trouwde. Datzelfde jaar verliet ze ook de serie, maar ze wilde dat haar man bleef. Ze veranderde haar naam in Hunter Tylo.
Van 1989 tot 1990 speelde ze Marina Toscano in Days of our Lives.
Hierna kwam de grootste rol uit haar carrière, die van dokter Taylor Hayes in The Bold and the Beautiful. Ze speelde de rol tot 2002 toen ze zogezegd vermoord werd door de slechte Sheila Carter (Kimberlin Brown). Twee jaar later keerde ze voor vier afleveringen terug om te komen spoken, daarna was het welletjes geweest, zei ze. Maar een jaar later keerde ze opnieuw terug; ze was niet gestorven maar in een diepe coma gevallen en vervolgens ontvoerd door de Marokkaanse prins Omar (waar ze in 1994 ook al een tijd verbleef). In 1996 had ze haar contract met The Bold and the Beautiful ook al opgezegd om in Melrose Place te gaan spelen als Taylor McBride, maar regisseur Aaron Spelling ontsloeg haar toen hij ontdekte dat ze zwanger was en verving haar door Lisa Rinna. Ze spande een rechtszaak aan, omdat ze vond dat ze gediscrimineerd werd. Ze kreeg 5 miljoen dollar. In totaal speelde ze in The Bold and the Beautiful van 1990 tot 2019.

## Privé
Het huwelijk van Hunter en Michael Tylo was niet zonder moeilijkheden. In 1994 ging het paar tijdelijk uit elkaar, nadat Hunter haar man bedrogen had tijdens de opnamen van een miniserie. Maar de twee kwamen terug bij elkaar en Hunter werd streng christelijk. Uiteindelijk scheidden de twee in 2005.
Hunter kreeg in totaal vier kinderen: een zoon uit haar eerste huwelijk en drie kinderen (een zoon en twee dochters) uit haar huwelijk met Michael Tylo. In 1998 werd bij haar jongste dochter een zeldzame vorm van netvlieskanker, retinoblastoom, geconstateerd. Haar rechteroog werd operatief verwijderd en vervangen door een prothese. Op 19 oktober 2007 raakte een van haar zonen bij het zwembad van het familiehuis in Nevada onwel, viel in het water en verdronk.

## Filmografie
- The Bold and the Beautiful (televisieserie) - Taylor Hayes (1990-2002, 2004-2014, 2018-2019)
- Hammerhead: Shark Frenzy (televisiefilm, 2005) - Amelia Lockhart
- Down and Derby (2005) - Teri Montana
- They Are Among Us (televisiefilm, 2004) - June
- A Place Called Home (televisiefilm, 2004) - Billie Jeeters
- She Spies (televisieserie) - Dr. Marks/Andres Sarlin
- Longshot (2000) - Rachel Montgomery
- Diagnosis Murder (televisieserie) - Claire McKenna (aflevering Physician, Murder Thyself, 1997)
- The Nanny (televisieserie) - Zichzelf (aflevering The Heather Biblow Story, 1997)
- Baywatch (televisieserie) - Heather (aflevering Windswept, 1996)
- Burke's Law (televisieserie) - Ingrid Rose (aflevering Who Killed the Hollywood Headshrinker?, 1995)
- Burke's Law (televisieserie) - Penelope Jordan (aflevering Who Killed the Soap Star?, 1994)
- The Maharaja's Daughter (miniserie, 1994) - Messua Shandar
- Zorro (televisieserie) - Senora Derenoso (aflevering Family Business, 1990)
- Days of Our Lives (televisieserie) - Marina Theresa Toscano Johnson (1989-1990)
- Final Cut (1988) - Anna
- All My Children (televisieserie) - Robin McCall (1985-1987)
- The Initiation (1984) - Alison

- Bibliothèque nationale de France: cb15521833j (data)
- International Standard Name Identifier: 0000 0001 1369 9955
- SNAC: w6m051vx
- Système universitaire de documentation: 243038968
- Virtual International Authority File: 48879930